# Фроляк Богдана Олексіївна
Богда́на Олексі́ївна Фроляк (нар. 5 травня 1968, с. Видинів, Івано-Франківська область) — українська композиторка. Заслужений діяч мистецтв України (2024). Лауреатка Національної премії України імені Тараса Шевченка.

## Життєпис
Початкову музичну освіту здобувала у рідному селі під керівництвом Василя Олексійовича Куфлюка — сільського вчителя, що здобув педагогічну та музичну освіту у Варшаві і розробив власну методику розвивання абсолютного слуху в дітей. Куфлюк організував також театральний гурток, де грала мама композиторки. У Куфлюка навчалася також старша сестра композиторки Ганна Гаврилець.
У 1986 році закінчила Львівську музичну школу-інтернат ім. С. Крушельницької у класах фортепіано, теорії музики та композиції. У 1991 році закінчила композиторський факультет Львівської державної музичної академії імені Миколи Лисенка у професорів Володимира Флиса та Мирослава Скорика. У 1998 закінчила асистентуру-стажування цього ж ВНЗ (зараз — Львівська національна музична академія). У 2009 році стажувалася на кафедрах композиції та сучасної музики і джазу Краківської музичної академії.
З 1991 року — викладач кафедри композиції у Львівській національній музичній академії імені Миколи Лисенка.
За рішенням комітету Національної премії України імені Тараса Шевченка стала переможницею у номінації «Музичне мистецтво» за твори: симфонія-реквієм «Праведна душа…», хорова кантата «Колір» та музичний твір «Присниться сон мені». Це рішення комітету затверджене указом Президента України.
Від 28 липня 2023 року — в складі Комітету з Національної премії України імені Тараса Шевченка.

## Основні твори
- Оркестрові
  - Симфонія № 1 Orbis Terrarum — 1998;
  - Симфонія № 2 — 2009;
  - Концерт для фортепіано з оркестром — 2012;
  - Концерт для кларнета з оркестром — 2004—2005;
  - Концерт для фортепіано з оркестром (для дитячих рук) — 2000;
  - «У воздухах плавають ліси…» на тексти В. Стефаника та Назара Гончара для кларнета, віолончелі, фортепіано, мішаного хору та струнних — 2002;
  - Vestigia для скрипки, альта та струнних — 2003;
  - Kyrie eleison для мішаного хору та струнних — 2004;
  - Daemmerung для кларнета і струнних — 2005;
  - Agnus Dei для мішаного хору та струнних — 2006;
  - Jak modlitwa на текст Адама Заґаєвського для сопрано та малого симфонічного оркестру — 2007;
  - Просвітлення для віолончелі і струнних — 2006;

- Камерні і сольні
  - «…як же кажете ви до моєї душі: „Відлітай ти на гору свою, немов птах?“» (псалом) для флейти, альтової флейти, кларнета, басового кларнета, альтового саксофона (в початковій редакції — англійський ріжок), скрипки, альта та віолончелі — 2001;
  - Stück для фортепіано — 2004;
  - Партита-медитація для двох скрипок — 2007;
  - Lamento для фортепіанного тріо — 2008;
  - Сюїта in C для віолончелі і фортепіано — 2008;
  - Інвенції для восьми віолончелей — 2009;

## Стипендії та нагороди

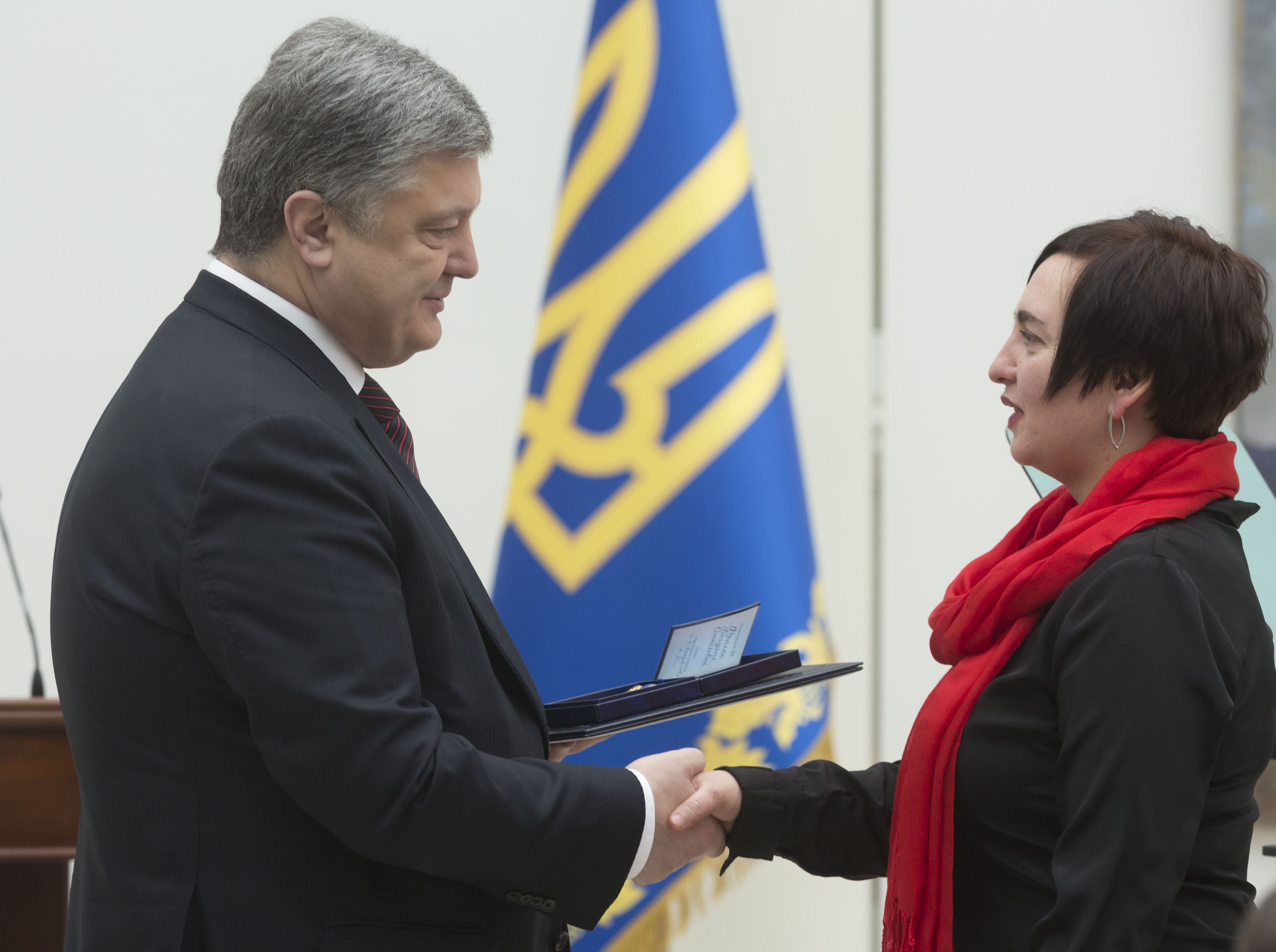
Президент України Петро Порошенко вручає Богдані Фроляк Національну премію України імені Тараса Шевченка 2017 року

- Стипендії:
  - 2001 — стипендія Фундації Шанувальників Варшавської Осені та фундації Ernst von Siemens Musikstiftung[7];
  - 2004 — стипендія Gaude Polonia від Міністра Культури Польщі[8];

- Нагороди:
  - 2000 — державна премія Національної спілки композиторів і Міністерства культури України ім. Л. Ревуцького у галузі композиції[4];
  - 2005 — державна премія Національної спілки композиторів і Міністерства культури України ім. Б. Лятошинського у галузі композиції[4];
  - Національна премія України імені Тараса Шевченка 2017 року — за музику на твори Тараса Шевченка: Симфонія-Реквієм «Праведная душе…», Хорова кантата «Цвіт», музичний твір «Присниться сон мені»[9].